# Гевхерхан-султан (дочка Ахмеда I)
 Гевхерхан-султан (тур. Gevherhan Sultan), також відома як Гевхер-султан (тур. Gevher Sultan) і Гюверхан-султан (тур. Güverhan Sultan; 1608, Стамбул — 1660 там же) — третя дочка османського султана Ахмеда Ι і, ймовірно, Кьосем-Султан.

## Біографія
Гевхерхан-султан народилася в 1608 році в Стамбулі, в палаці Топкапи.
Була тричі одружена.
13 червня 1612 року Гевхерхан одружилася з великим візиром Окюз Мехмеда-пашу , який помер у 1620 році.
У 1623 році Гевхерхан на прохання Кесем-султан одружилася з адміралом Топалом Реджепом-пашею, від якого у серпні 1630 року народила дочку Сафіє. Реджеп-паша був страчений 18 травня 1632 року.
В 1643 році Гевхерхан одружилася з великим візиром Сіявушем-пашею, який помер 25 квітня 1656 року. Більше Гевхерхан не одружувалася. Вона померла в 1660 році і була похована в тюрбі батька в мечеті Султанахмет у Стамбулі.
Евлія Челебі стверджує, що дружиною Сіявуша-паші була не Гевхерхан, а дочка Гевхерхан і Реджеба-паші — Халіме-султан.

## В культурі
- У серіалі «величне століття: Кесем-Султан» роль дорослої Гевхерхан виконувала Асли Тандоган.